# Nostalgies de caserne
Nostalgies de caserne est une des nouvelles des Lettres de mon moulin d'Alphonse Daudet. 

## Publication
Nostalgies de caserne est initialement publié dans le quotidien L'Événement du 7 septembre 1866, avant d'être inséré dans la première édition en recueil par Hetzel, en 1869, des Lettres de mon moulin.

## Contenu
Nouvelle conclusive du recueil, Nostalgies de caserne est une forme de réponse à Installation, qui ouvrait les Lettres. Réveillé bruyamment, le narrateur est extirpé de sa quiétude provençale par l'écho percussif, sur « une petite colline verte », de « Gouguet François, dit Pistolet, tambour au 31e de ligne » :
« Si tu as la nostalgie de ta caserne, est-ce que, moi, je n’ai pas la nostalgie de la mienne ?  
Mon Paris me poursuit jusqu’ici comme le tien. Tu joues du tambour sous les pins, toi ! Moi, j’y fais de la copie… Ah ! les bons Provençaux que nous faisons ! Là-bas, dans les casernes de Paris, nous regrettions nos Alpilles bleues et l’odeur sauvage des lavandes ; maintenant, ici, en pleine Provence, la caserne nous manque, et tout ce qui la rappelle nous est cher !… 
[...] Ah ! Paris !… Paris !… Toujours Paris ! »

## Adaptation
Nostalgies de caserne a été enregistré par Fernandel.